# MADNESS
MADNESS(簡稱︰MDNS)，是一個香港時尚品牌2014年由余文樂創立，品牌名稱以MADNESS BREEDS MADNESS這種每個人都應該擁有的神經與瘋狂特質，孕育出像他一樣能夠創造藝術的同道中人。主要販賣潮流時尚服飾及鞋款，店鋪設立於北京市朝陽區三里屯，

## 概念
- MADNESS的品牌理念是做余文樂自己喜歡穿會穿的東西，品牌主色以藍色為主。風格以簡約的藝術風格為主，符合一般人的審美需求，主打工裝軍裝迷彩和牛仔元素。MADNESS常與Vans、Converse、New Balance、adidas、PHANTACi等運動品牌及服飾品牌合作。[1][2]

## 經營
- 2014年 以MADNESS官網經營品牌。
- 2016年 設立第一家MADNESS 北京店店鋪位於北京市三里屯。[3][4]

## 合作
- 2018年 adidas與MADNESS合作推出UltraBOOST 4.0，而設計靈感來自余文樂日常訓練之後於鞋面留下的汗水印迹。[5]
- 2018年與G-Shock 合作選擇以 G-SHOCK 首款型號 DW-5000C 為原型推出DW-5000MD 。[6]
- 2019年4月New Balance與Madness連手推出990v2聯名鞋款，採用經典的三眼鞋面設計，更厚實的鞋面搭配渾圓鞋身，鞋舌則是繡上990 Made in USA，元祖灰與海軍藍褪色後特有的咖啡綠兩款顏色可選。[7]
- 2019年日本品牌PORTER（YOSHIDA PORTER）與MADNESS攜手合作面料採PORTER最經典橄欖綠高密度尼龍牛津布打造後背包、肩背包、錢包等5款單品。[8]

## 外部連結
- MADNESS官方網站 （页面存档备份，存于）
- MADNESS （页面存档备份，存于）的Facebook專頁
- MADNESS （页面存档备份，存于）的Instagram專頁